# Залужье (Стародорожский район)

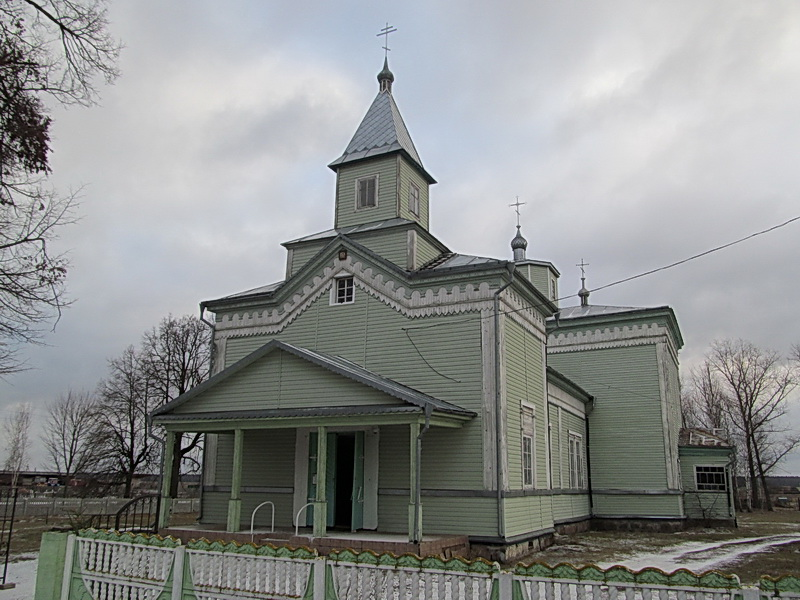
Церковь Святого Георгия

Залу́жье (бел. Залужжа) — агрогородок в Стародорожском районе Минской области Белоруссии, в составе Дражновского сельсовета. Население 616 человек (2009).

## География
Залужье находится на юго-востоке Минской области в 12 км к северо-западу от Старых Дорог. Через деревню проходит автодорога Р92 (Старые Дороги — Марьина Горка), прочие дороги ведут в окрестные деревни. В 6 км к северу проходит граница с Могилёвской областью. Местность принадлежит бассейну Днепра, неподалёку берут начало Оресса и её приток Солон, в окрестностях Залужья большое количество мелиоративных каналов со стоками в эти реки. Ближайшие ж/д станции в Старых Дорогах и Фаличах (линия Осиповичи — Слуцк).

## История
Залужье располагается в Восточном Полесье, на исторической территории проживания сакунов, особой этнографической группы дреговичей.
В исторических документах Залужье упоминается с XVI века, как деревня в Минском повете Минского воеводства Великого княжества Литовского. В 1582 году деревня упоминается как принадлежащая Слуцкому княжеству, владение Олельковичей. С XVII века поселением владели Радзивиллы.
В результате второго раздела Речи Посполитой (1793) Залужье оказалось в составе Российской империи, в Минской губернии.
В XIX веке имение было собственностью Витгенштейнов, в 1846 году имение вместе с землёй было выкуплено в российскую казну. В то время Залужье административно относилось к Бобруйскому уезду Минской губернии.
В 1897 году в Залужье было 1310 жителей. В то время здесь было народное училище, хлебозапасный магазин, корчма, церковь. Церковь в Залужье существовала с XVI века, современная Георгиевская церковь построена на рубеже XIX—XX веков, вероятно в 1905 году. В 1920-х годах в этой церкви служил священник Владимир Талюш, расстрелянный в 1933 году и причисленный к списку новомучеников. В советское время в церкви был клуб, в конце XX века здание возвращено верующим.
25 марта 1918 года Залужье провозглашено частью Белорусской Народной Республики, 1 января 1919 года вошло в состав БССР.

## Культура
- Историко-краеведческий музей при местной школе, посвящённый быту сакунов[1]

## Достопримечательности
- Церковь Святого Георгия (1905). Деревянная православная церковь, памятник деревянного зодчества.